# Goblins 3
Pour les articles homonymes, voir Goblin.
Goblins 3, aussi appelé Goblin's Quest 3, est un jeu vidéo d'aventure créé par Muriel Tramis et Pierre Gilhodes au sein de Coktel Vision et édité par Sierra On-Line en 1993 sur Amiga et DOS.
Goblins 3 est réédité sur iOS et Android dans la compilation Gobliiins Trilogy sortie en 2010.

## Synopsis
Blount est un reporter-journaliste farfelu de "Goblins News" allant faire un reportage dans le royaume de Foliandre, où la reine Xina et le roi Bodd se font la guerre pour posséder un labyrinthe infernal. La nef volante de Blount est cependant attaquée et il est forcé de descendre durant son voyage. Rencontrant la princesse Winona, fille du gardien du labyrinthe, il en tombe amoureux et se retrouve à intervenir dans ce conflit. Mais il rencontre un loup-garou...

## Système de jeu
- La jouabilité est assez semblable à celle de Gobliins 2. Mais comme le seul "i" du titre l'indique, on ne joue plus qu'un seul goblin (Blount) la plupart du temps. Plusieurs autres personnages peuvent cependant êtres contrôlés à part Blount:
  - Chump le "perok".
  - Ooya le "magicos".
  - Fulbert le "boa-boa". (ces trois derniers ne ramassent pas d'objets et agissent rarement, mais ils peuvent être contrôlés à l'écran en même temps que Blount ou Winona)
  - Winona.
  - Bizou l'insecte.
  - Blount en loup-garou.
  - L'ombre de Blount.
  - La main gauche et la main droite de Blount.

## Accueil
- Tilt : 88 % (PC)[1]

## Anecdotes
- Dans Playtoons 1 : Oncle Urchibald, est apparu le petit dragon de Goblins 3 dans le mode histoire et dans le mode créatif.